# Мартини, Фердинандо
Фердина́ндо Марти́ни (итал. Ferdinando Martini; 30 июля 1841[…], Флоренция — 24 апреля 1928[…], Монсуммано-Терме, Тоскана) — итальянский писатель и политик, губернатор Итальянской Эритреи (1897—1907).

## Биография
Родился в городе Флоренция, работал писателем и журналистом. Сотрудничал с газетой Il Fanfulla и основал издательство Fanfulla della domenica, был редактором до 1882 года. С 1882 по 1885 годы — профессор Пизанского университета.
В 1876 году был избран в парламент Королевства Италия. Назначен министром колоний Италии в кабинете Антонио Саландра и занимал пост министра народного просвещения при Джованни Джолитти. С 1897 по 1907 годы был губернатором Итальянской Эритреи.
С 1 марта 1923 года в Сенате Италии. В 1920 году опубликовал известные записки о времени пребывания губернатором Итальянской Эритреи.
Умер в Монсуммано-Терме. 